# 4 Brygada Budowlana
4 Brygada Budowlana – jednostka służby kwaterunkowo-budowlanej Wojska Polskiego.
Celem zapewnienia koordynacji zadań realizowanych przez służbę kwaterunkowo-budowlaną Śląskiego Okręgu Wojskowego w 1952 roku, w Poznaniu sformowano dowództwo 4 Brygady Budowlanej.
1 lutego 1955 dowódca SOW rozformował dowództwo 4 Brygady Budowlanej.

## Struktura organizacyjna
- dowództwo brygady w Poznaniu
- 7 batalion budowlany w Poznaniu
- 12 batalion budowlany w Oleśnicy
- 19 batalion budowlany w Ząbkowicach Śląskich
- 20 batalion budowlany w Oleśnicy